# Akvapark

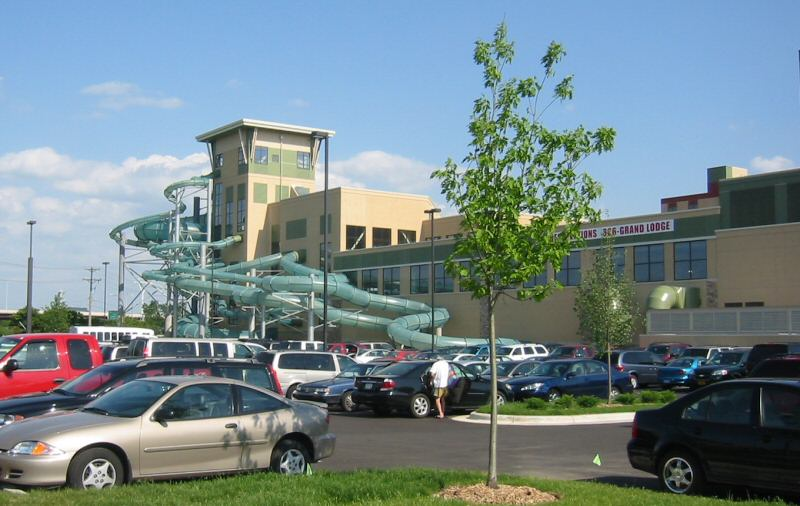
Americký akvapark

Akvapark (nebo též aquapark) je vodní zábavní park. Akvapark se skládá z bazénu a přídavných zařízení, jako např. tobogán, divoká řeka, gejzíry, vodotrysky apod.
K nejznámějším v Česku patří například akvaparky v Praze, Liberci, Klášterci nad Ohří, Vyškově, Kuřimi, Trutnově nebo adrenalinový akvapark v Olomouci a Pasohlávkách. Největším akvaparkem je pak Aquapalace Praha.